# 側斑連鰭䲗
侧斑连鳍䲗（学名：Synchiropus lateralis）为䲗科连鳍䲗屬的鱼类，俗名条纹鼠䲗鱼、饰纹连鳍䲗。分布于泰国至中国，包括南海、台湾海峡等海域。主要棲息於砂泥底水域，以底棲生物為食。